# دوري كرة القدم السلوفيني الدرجة الثانية 1995–96
دوري كرة القدم السلوفيني الدرجة الثانية 1995–96 (بالإيطالية: Druga slovenska nogometna liga 1995-1996)‏ هو الموسم 5 من دوري كرة القدم السلوفيني الدرجة الثانية ‏. أشرف على تنظيمه اتحاد سلوفينيا لكرة القدم، وكان عدد الأندية المشاركة فيه 16، وفاز فيه NK Ljubljana ‏.